# Seventeen Club
Pour les articles homonymes, voir Seventeen.
Seventeen Club (セブンティーンクラブ) est un groupe féminin de J-pop, actif en 1985, composé de trois idoles japonaises: Kuniko Shibata, Aki Kimura, et notamment Shizuka Kudō alors débutante. Le groupe ne sort que deux singles avant de se séparer. Shizuka Kudō rejoint Onyanko Club et Ushirogami Hikaretai en 1987, avant de rencontrer le succès en solo à partir de l'année suivante. Kuniko Shibata sort aussi quelques disques en solo au début des années 1990 sous le nom Shōko Morioka. Aki Kimura quant à elle continue une carrière de mannequin et modèle sous le nom Aki Kiyohara, apparaissant dans de nombreuses campagnes publicitaires. 
 Les quatre titres du groupe sortis en singles sont réédités en 2009 sur une compilation de chansons de groupes d'idoles chez Sony Music.

## Membres
- Kuniko Shibata (柴田くに子, Shibata Kuniko?, née le 5 août 1967) - leader, future Shōko Morioka (森丘祥子, Morioka Shōko?)
- Aki Kimura (木村亜希, Kimura Aki?, née le 14 avril 1969), future Aki Kiyohara (清原亜希, Kiyohara Aki?)
- Shizuka Kudō (工藤静香, Kudō Shizuka?, née le 14 avril 1970)

## Discographie
Singles
- 21/01/1985 : Suki Futari Tomo! (ス・キ・ふたりとも!?) ; face B : Haru no Arashi (春の嵐?)
- 25/08/1985 : Virgin Crisis (バージン・クライシス?) ; face B : Fushigina Kaere Night (不思議な帰れNight?)

Compilation
- 26/05/2009 : Idol Miracle Bible Series : Girl Group (アイドル・ミラクルバイブルシリーズ　ガール・グループ?) (divers artistes)

## Liens
- (en) Fiche sur idollica